# QQ音乐
QQ音乐是腾讯音乐（腾讯公司与Spotify的合资企业）旗下的三家中国免费增值音乐流媒体服务之一。包括QQ音乐播放器和音乐库，采用P2P技术。2010正式版支持的音乐格式有APE、ASF、FLAC、MP3、WAV等。截至2018年，该服务将覆盖超过7亿用户，估计有1.2亿订阅者。

## 发展历程
2003年，QQ推出在线音乐服务。随后于2005年2月2日正式升级为QQ音乐。
2008年7月12日，QQ 2008 Beta版本发布，首次集成QQ音乐，用户可通过音乐中心面板里的网页收听广播或试听音乐。
2014年4月，QQ音乐推出外国语翻译功能。
2017年，腾讯公司将QQ音乐与中国音乐集团合并，成立腾讯音乐娱乐集团。
2017年9月中旬，阿里音乐与腾讯音乐娱乐集团互换百万曲库，阿里音乐拿到了腾讯音乐娱乐代理的环球、华纳、索尼全球三大唱片公司与YG娱乐、杰威尔音乐等音乐版权，腾讯音乐也补齐了缺失已久的滚石、华研、相信、寰亚、BMG等公司的音乐。
2018年12月，通过技术检测以及用户举报发现，QQ音乐等18款APP疑似存在过度收集短信，通讯录，位置，录音等用户敏感信息。
2021年12月，腾讯酷我音乐旗下的音乐播放器「波点音乐」上线了免费版本，用户可以看广告获取免费听歌时长。

## 商业模式
QQ音乐采用的是免费增值商业模式，基本服务是免费的，而增强功能则需要订阅才能使用。然而，与类似的订阅服务Spotify不同，唱片公司可以将其内容限制为仅供订阅用户（豪华绿钻绿和超级会员）访问，或者在其网站上购买，一个月价格在15到40元左右。使用这种策略的艺术家包括诺亚·赛勒斯、爱莉安娜·格兰德、泰勒·斯威夫特和周杰伦，某些专辑仅限购买。

### 会员
QQ音乐提供以下会员类型。
| 类型       | 曲库                                           | 音质 | 下载                    | 海外聆听 | 主题（移动功能） | 价格             |
| ---------- | ---------------------------------------------- | --- | ----------------------- | -------- | ---------------- | ---------------- |
| QQ音乐免费 | 部分歌曲                                       | 标准(128kbps) HQ高品质(最高320kbps)                                                                           | 部分歌曲                | 不支持   | 部分主题         |                  |
| 豪华绿钻   | 所有歌曲（不包括数字专辑和需要单独购买的单曲） | HQ高品质(最高320kbps) SQ无损(最高24bit/48kHz) Hi-Res无损(最高24-bit/192kHz)                                   | 每月最多300首可下载歌曲 | 支持     | 部分绿钻主题     | 18元/月 216元/年 |
| 超级会员   | 所有歌曲，数字专辑抢先听                       | HQ高品质(最高320kbps) SQ无损(最高24bit/48kHz) Hi-Res无损(最高24-bit/192kHz) 杜比全景声 臻品母带(150-220MB/首) | 每月最多500首可下载歌曲 | 支持     | 全部             | 40元/月 480元/年 |

### 下载
QQ音乐上的下载仅限于免费用户的某些歌曲。唱片公司可以控制免费用户是否可以在免费计划中下载他们的歌曲，或者限制下载到会员计划。免费计划的下载在桌面和移动设备上均受DRM保护，而会员下载在桌面上不受DRM保护，但在移动平台上仍受保护。购买专辑时，用户会自动获得该专辑的授权，因此即使会员订阅结束，用户仍然可以免费收听他们购买的歌曲。

### 技术信息
QQ音乐是专有软件，使用数字版权管理保护。QQ音乐歌曲下载有两种格式，MP3媒体文件系统用于标准质量流和128 kbit/s和320 kbit/s的高质量下载(HQ高品质)。FLAC媒体文件系统用于SQ流和下载。HQ和SQ无损品质下载仅适用于豪华绿钻和超级会员。QQ音乐网页端不支持SQ无损品质。
QQ音乐能连接到iOS系统上的Apple Music程序，并允许用户部分下载的歌曲将他们的本地文件库与他们的QQ音乐库相结合。此功能也适用于桌面应用程序，QQ音乐应用程序将扫描本地音乐文件并允许用户通过应用程序播放。

## 限制
QQ音乐已对非中国大陆地區IP進行限制，泰国、印度尼西亚、马来西亚和香港可使用腾讯透过当地的子公司运营的Joox音乐平台来使用腾讯提供的音乐服务。已经开通QQ绿钻付费服务的用户可以在海外享受部分拥有海外版权的曲目。

### 印度
2020年6月，印度政府因数据和隐私问题禁止了包括QQ音乐在内的59款中国应用程序。2020年中印边境紧张局势可能也对禁令产生了影响。

## 另请参阅
- 腾讯音乐娱乐集团
- Joox
- QQ音乐巅峰盛典